# Pijalnia Wód Mineralnych w Szczawie

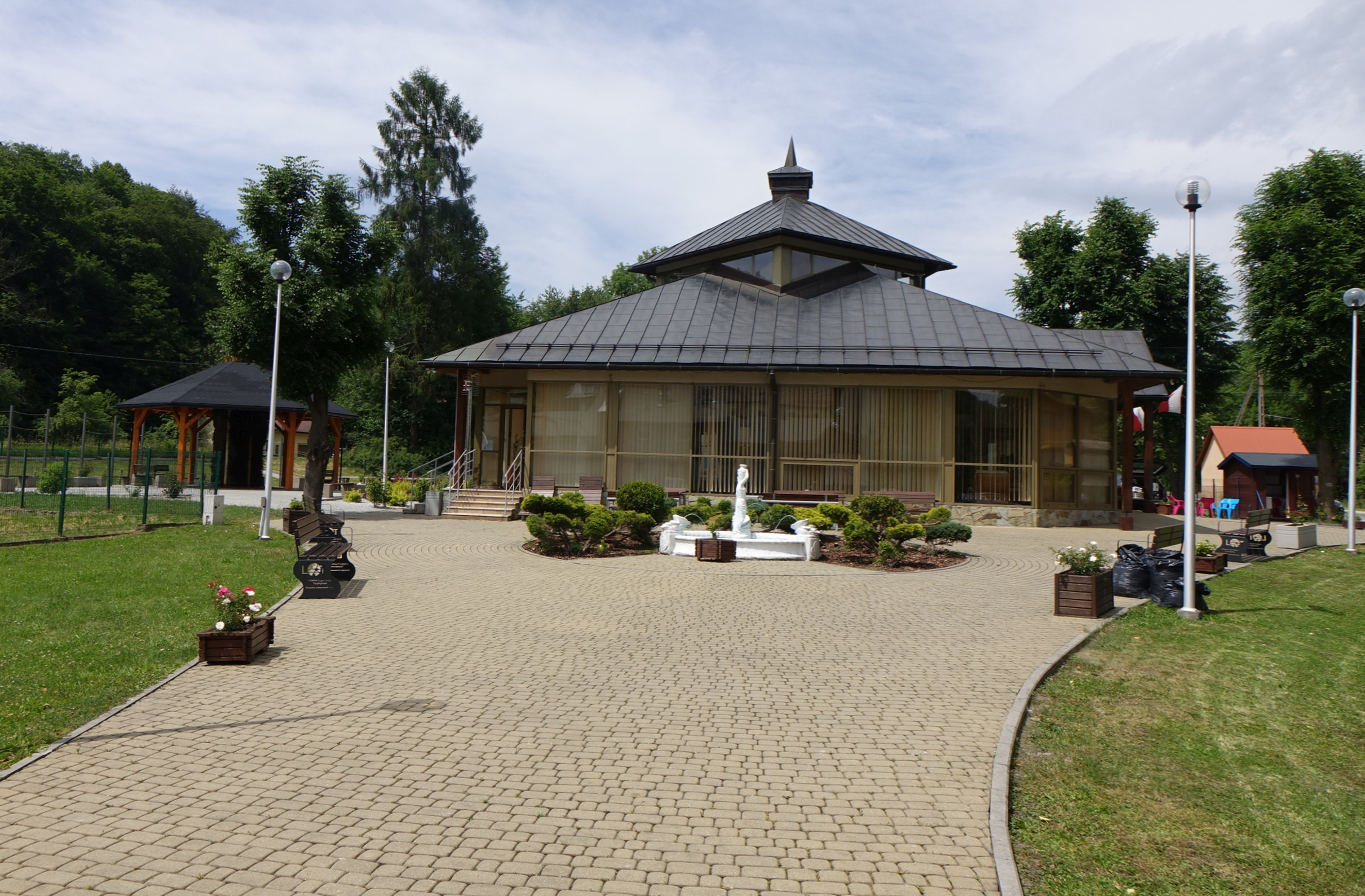

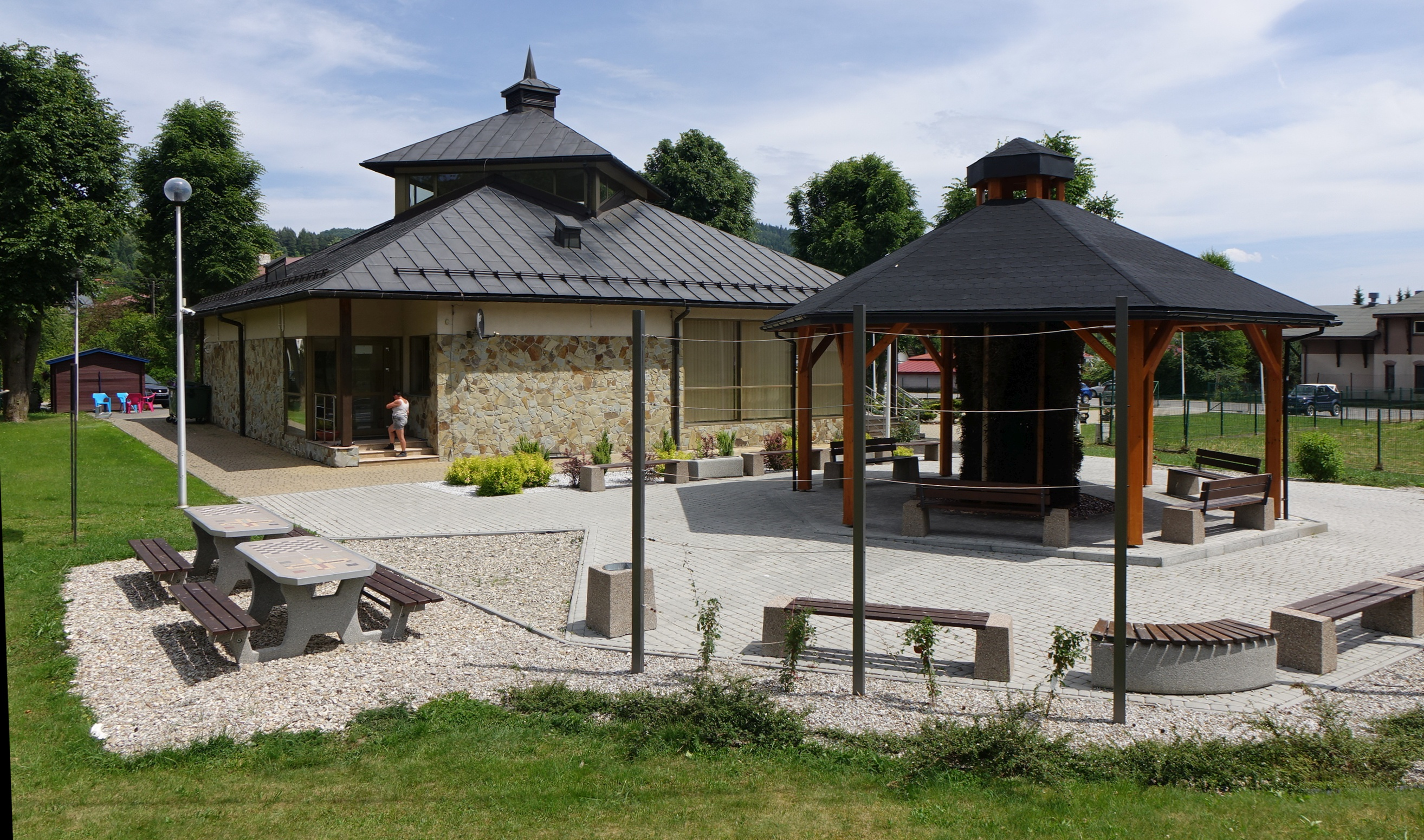

Pijalnia Wód Mineralnych w Szczawie – pijalnia wód mineralnych w Szczawie w województwie małopolskim, w powiecie limanowskim, od 1 stycznia 2025 siedziba gminy wiejskiej Szczawa.
Szczegółowe badania i kategoryzację wód Szczawy przeprowadzono w 1958. Wyróżnione zostały wówczas trzy źródła: „Hanna”, „Krystyna” i „Dziedzilla”. W 1938 powstała w Szczawie pierwsza pijalnia wód, obecnie jest nowa Pijalnia Wód Mineralnych w Szczawie. Znajduje się w centrum zabudowań wsi Szczawa, przy głównej drodze nr 968, nieco na północ nad nowym kościołem. Obok pijalni jest niewielka tężnia, ławki i teren rekreacyjny.
W pijalni dostępne są 3 rodzaje wód mineralnych:
| Nazwa      | Mg2+       | K+         | Ca2+       | Na+         | Li−        | Fe2+      | HCO3−       | Cl−         | SO2       | J−       |
| ---------- | ---------- | ---------- | ---------- | ----------- | ---------- | --------- | ----------- | ----------- | --------- | -------- |
| Szczawa 1  | 206,0 mg/l | 184,0 mg/l | 137,8 mg/l | 4670,0 mg/l | 11,45 mg/l | 2,24 mg/l | 7958,0 mg/l | 3588,0 mg/l | brak      | 1,9 mg/l |
| Dziedzilla | 21,63 mg/l | 61,11 mg/l | 157,4mg/l  | 1088,0 mg/l | 2,16 mg/l  | 1,04 mg/l | 1759,0 mg/l | 991,0 mg/l  | 17,8 mg/l | 4,7 mg/l |
| Hanna      | 18,06 mg/l | 81,23 mg/l | 123,7mg/l  | 1350,0 mg/l | 2,76 mg/l  | 4,5 mg/l  | 2390,0 mg/l | 1012,0 mg/l | 5,2 mg/l  | 4,6 mg/l |